# 小田倉の戦い
小田倉の戦い（おだくらのたたかい）は、永禄3年（1560年）に、陸奥国白河郡小田倉にて発生した合戦である。

## 概要

### 発端
小田倉の戦いの原因については、次のような説が挙げられている。
- 蘆名氏が那須地域獲得のため、結城氏と共に侵攻した[1]。
- 結城氏が、対立関係にあった那須氏を討つため、蘆名氏の援軍を受けて侵攻した[2]。
- 那須氏が勢力拡大を画策し侵攻した[3]。
- 陸奥国への進出を目論んだ佐竹義昭に、那須氏が呼応した[4]。

しかし、いずれも臆測の域を出ず、はっきりした原因は不明である。

### 合戦の経過
数で劣る那須勢は大変な苦戦を強いられ、総大将であった那須資胤も負傷し、一時は自刃を覚悟するほどであったという（那須記）。しかし、有力家臣である大関高増らの軍勢が駆けつけたことにより、事なきを得た。
那須記によれば、その後攻勢に出た那須勢は、結城勢を追い立て革籠原(福島県白河市白坂)まで攻め入ったとされる。しかし、那須記は江戸期に編纂されたものであることから、信憑性は低いとの指摘もされている。

### 戦後
資胤は戦後、小田倉での苦戦は高増らの働きが不十分であったためと非難した。それを受けた高増は、上那須衆を率いて資胤から離反し、その後7年間にわたって主家との抗争を繰り広げることとなった。